# Guido Till
Guido Till (* 23. Februar 1955 in Haan, Nordrhein-Westfalen) ist ein deutscher Kommunalpolitiker (CDU, zuvor parteilos, SPD). Von 2005 bis 2021 war er Oberbürgermeister von Göppingen.

## Leben
Till trat am 17. Februar 1990 der SPD bei. Im Jahr 2004 setzte er sich bei der Oberbürgermeisterwahl in Göppingen gegen den Amtsinhaber Reinhard Frank im ersten Wahlgang mit 50,7 Prozent durch und trat im folgenden Jahr sein Amt als Göppinger Oberbürgermeister an. Am 5. Oktober 2009 trat Till aus der SPD aus. Er begründete seinen Parteiaustritt damit, dass die SPD zu weit nach links gerückt sei. Für die Oberbürgermeisterwahl 2012 wurde der parteilose Till von CDU, FDP und der Bürgerallianz Göppingen (BAG) unterstützt. Am 14. Oktober 2012 wurde Till im ersten Wahlgang durch 61,85 Prozent der Wähler für eine zweite Amtszeit als Oberbürgermeister bestätigt. Am 17. Oktober 2013 trat er in die CDU ein, nachdem er bereits seit Jahren von der CDU unterstützt worden war. Seit der Kommunalwahl 2014 sitzt er für die CDU auch im Kreistag. Bei der Oberbürgermeisterwahl 2020 erreichte er im ersten Wahlgang am 18. Oktober 2020 36,3 Prozent der Stimmen, womit er vor Alexander Maier (Bündnis 90/Die Grünen) lag, der 30,3 Prozent der Stimmen erhielt. Der zweite Wahlgang fand am 8. November 2020 statt. Hierbei lag er mit 41,29 Prozent der Stimmen knapp hinter seinem Mitbewerber und verlor somit die Wahl.